# 安东尼厄斯·科伦布兰德
安东尼厄斯·科伦布兰德（荷蘭語：Antonius Colenbrander，1889年5月3日—1929年9月24日），荷兰男子马术运动员。他曾代表荷兰参加1924年和1928年夏季奥林匹克运动会马术比赛，获得一枚金牌。